# Eberhard III. von Neuhaus

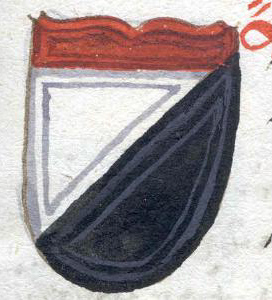
Wappen des Eberhard von Neuhaus in einer Salzburger Chronik, nach 1587

Eberhard von Neuhaus (* im 14. Jahrhundert; † 18. Januar 1427 in Salzburg) war von 1403 bis 1404 Administrator der inkorporierten Reichsprälatur Berchtesgaden und als Eberhard III. von Neuhaus von 1403 bis 1406 erst „Erwählter zum Erzbischof“ (Elekt) und darauf nach der Bischofsweihe im Jahr 1406 bis 1427 Salzburger Erzbischof.

## Leben

### Herkunft und frühe Jahre
Eberhard von Neuhaus entstammte einem alten Rittergeschlecht im Dienst der Grafen von Cilli, die sich nach der Gurker Lehensherrschaft Neuhaus benannten. Als Eberhard III. sah er sich beim Antritt seiner Regentschaft des Fürsterzbistums Salzburg außen- und innenpolitisch vor viele schwierige Probleme gestellt. Gegen den kurz nach seiner Wahl eingesetzten und vom Papst zuerst bestätigten (Gegen-)Erzbischof Berthold von Wehingen konnte er sich dabei nach vielen Anstrengungen durchsetzen. Die Bischofsweihe erhielt Eberhard erst 1406, davor nannte er sich auch Wir Eberhart, von gotes genaden erwelter Herr (des goczhaus ze Salczburg).

### „Igelbund“
Unmittelbar vor seiner Wahl zum Erzbischof schlossen nach dem Vorbild zahlreicher Ritterbünde im Deutschen Reich Salzburger Ritter und Edelknechte und die Bürgerschaft der Städte Salzburg, Laufen, Tittmoning, Hallein und Radstadt ein Bündnis, um gemeinsam und solidarisch die künftigen Landesherren zur Erfüllung ihrer zahlreichen gemeinsamen Wünsche und Anliegen zu verpflichten. Die Urkunde mit zahlreichen Siegeln ist erhalten und wurde durch die Form des Pergamentes mit seinen wegstehenden Siegelbändern als Igelbundurkunde benannt. Die Erfüllung solcher Forderungen wurde zwar grundsätzlich zugesagt, in der Folge allerdings stets hinausgezögert und unterbunden.

### Streit um Berchtesgaden
Die schwierige Lage, in der sich der Erzbischof befand, nützte der Herzog von Oberbayern-München Wilhelm III. geschickt aus. Er wollte die seit 1393 währende Inkorporation des Klosterstifts Berchtesgaden in das Fürsterzbistum Salzburg nicht länger hinnehmen.
Papst Bonifatius IX. erließ 1402 auch gleich eine Bulle, wonach diese Einverleibung Berchtesgadens wieder rückgängig zu machen sei, widerrief sie jedoch noch im selben Jahr nach Gegenvorstellungen des Vorgängers von Eberhard als Salzburger Erzbischof. Doch nachdem der Sohn des bayerischen Herzogs Ludwig erneut intervenierte und sich den Bayern auch Österreich und die Mehrzahl der Kardinäle in Rom anschlossen, wurde am 24. Februar 1404 die Selbständigkeit der Fürstpropstei Berchtesgaden wiederhergestellt. Der den Herzogssohn begleitende Domherr von Freising Peter Pienzenauer wurde zum neuen Stiftspropst ernannt.
Diese Vorgänge nahm Eberhard III. zwar zunächst nicht offiziell zur Kenntnis, die Päpste Innozenz VII. und Gregor XII. bestätigten aber in der Folge die Entscheidung, sodass Eberhard III. 1409 die päpstliche Entscheidung unter der Bedingung anerkannte, dass als Gegenleistung für die hohen Beträge, welche die Propstei dem Fürsterzbistum schuldete, die Saline Schellenberg samt allen Anlagen und dem Sudhaus bis zur Tilgung der Schulden an Salzburg verpfändet wurde.

### Wirtschaft des Landes unter Eberhard III. von Neuhaus
Eberhard III. genoss im Reich dank seiner vielen diplomatischen Erfolge höchstes Ansehen. Er bemühte sich auch, seinen Pflichten als Landesfürst gewissenhaft nachzukommen, und war stets um friedliche Beilegung aller Streitigkeiten unter Berücksichtigung aller sozialen Härten bedacht. Zu einer sehr angespannten Finanzlage im Land führten die unter seinem Vorgänger angehäuften hohen Schulden, die hohen Abgaben an die Kurie, die Abschlagzahlungen an seinen einstigen Rivalen Berthold von Wehingen, die hohen Investitionskosten von Berchtesgaden sowie die Kosten für den Kauf des Hochgerichtes Isengau und von Mattsee. Die Suche nach einem gemeinsamen Vorgehen mit den Ständen unterließ der Erzbischof, da damit ein Verlust an Macht verbunden gewesen wäre.

### Vertreibung der Juden
1404 wurden die Juden der Städte Salzburg und Hallein unter dem Vorwand eines angeblich vorangegangenen Hostienfrevels vertrieben. In Pettau wurden sie längere Zeit gefangen gehalten und dann ebenfalls ausgewiesen. Offensichtlich stand die Ausweisung im Zusammenhang mit der schlechten wirtschaftlichen Lage des Landes -- die sich durch die Ausweisungen aber keineswegs besserte. Verschont wurden lediglich wenige besonders reiche Juden (magnus judeus), solche Juden, die zum christlichen Glauben übertraten, sowie Kinder unter 11 Jahren und schwangere Frauen.

### Tod
Eberhard von Neuhaus starb am 18. Januar 1427 in Salzburg. Er wurde im Dom in der St. Anna-Kapelle beigesetzt.